# رابرت کوت
رابرت کوت (انگلیسی: Robert Coote; ۴ فوریهٔ ۱۹۰۹ – ۲۶ نوامبر ۱۹۸۲) بازیگر اهل بریتانیا بود.
از فیلم‌ها یا برنامه‌های تلویزیونی که وی در آن نقش داشته‌است می‌توان به یاغی‌ها، قو، زندانی زندا، سه تفنگدار، روح و خانم مویر، مسئله زندگی و مرگ، آدمهای خیلی مهم، دانوب سرخ، یک یانکی در آکسفورد، تبعید، و اتلو اشاره کرد.